# Will's Town (Delaware selo)
Will's Town, selo Delaware Indijanaca koje se nalazilo na istočnoj obali rijeke Muskingum kod ušća Will's Creeka, na području današnjeg okruga Muskingum u Ohiju. Na La Tourovom zemljovidu iz 1784. označeno je kao Wil T.
Selo su 1782. uništili Amerikanci, ne smije se brkati s istoimenim selom Shawnee Indijanaca na mjestu današnjeg Cumberlanda u Marylandu.